# Mirco Scarantino
Mirco Scarantino (16 de janeiro de 1995, em San Cataldo) é um levantador de peso italiano que competiu na categoria até 56 kg masculino do halterofilismo nos Jogos Olímpicos de Verão de 2012 em Londres, ficando com a décima quarta posição. Representou a Itália na mesma categoria nos Jogos Olímpicos de Verão de 2016 no Rio de Janeiro.
É filho de Giovanni Scarantino, também halterofilista.